# Affordable Art Fair Amsterdam

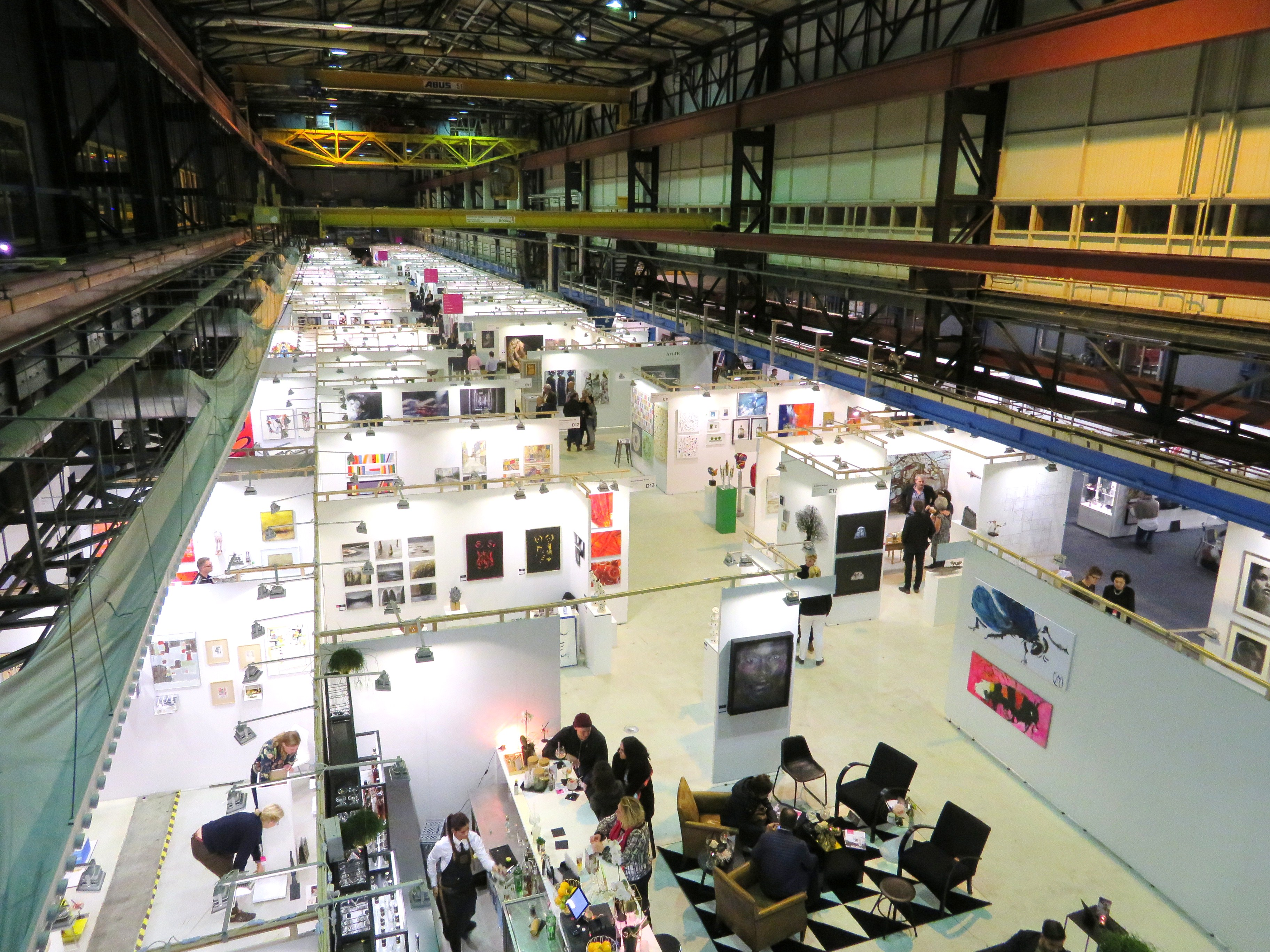
Affordable Art Fair in 2017

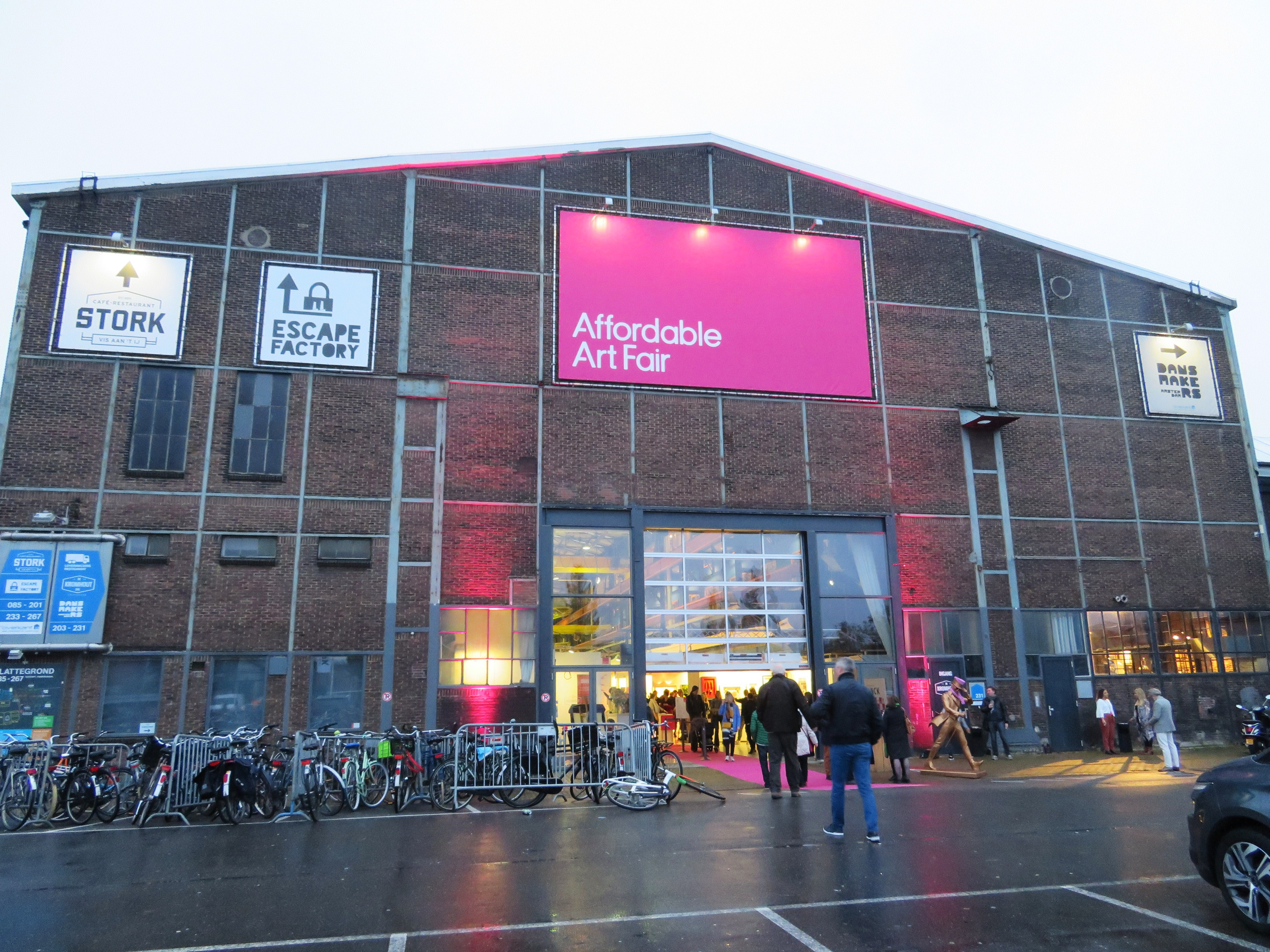
Kromhouthal 2017

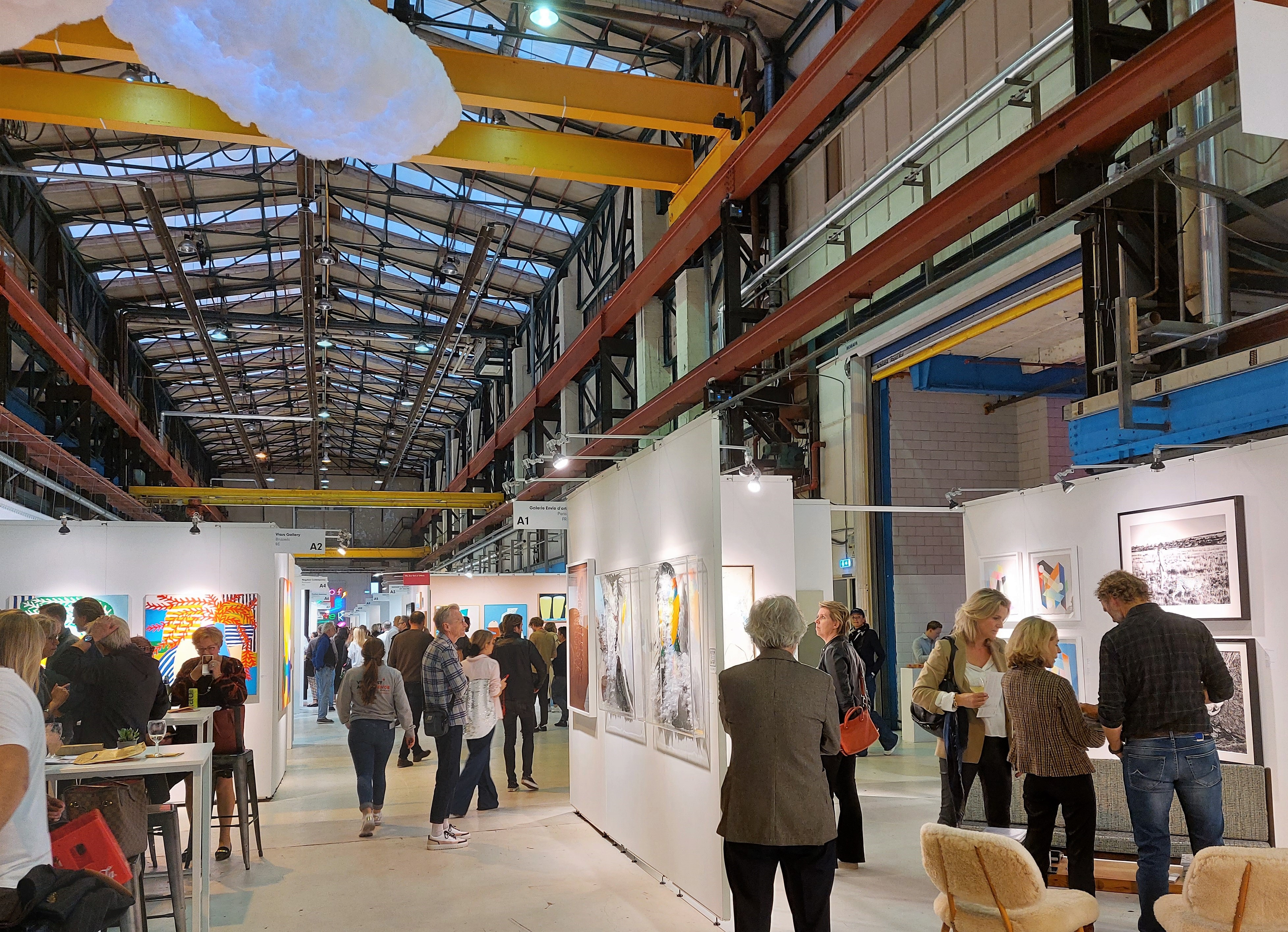
Oktober 2022

De Affordable Art Fair Amsterdam, kortweg AAF Amsterdam, is een nationale beurs voor hedendaagse kunst die sinds 1999 jaarlijks in oktober/november wordt gehouden in de Kromhouthal in Amsterdam. Op de Affordable Art Fair Amsterdam wordt zowel hedendaagse kunst getoond van jong talent als van gevestigde kunstenaars.

## Geschiedenis
De Affordable Art Fair Amsterdam is de Nederlandse editie van de internationale in Londen gevestigde Affordable Art Fair organisatie, in 1999 opgericht door de Schot Will Ramsay. De eerste Nederlandse editie vond plaats in 2007 in de Gashouder van de Westergasfabriek in Amsterdam. Deze eerste Nederlandse editie was tegelijk de eerste Europese editie buiten het Verenigd Koninkrijk. In 2011 werden er twee edities in Amsterdam georganiseerd, één in mei (lente-editie) en één in oktober (herfst-editie). De organisatie van de lente-editie is eenmalig geweest. In 2013 werd de beurs verplaatst naar de Kromhouthal op het bedrijventerrein De Overkant in Amsterdam Noord. In 2014 en 2015 werd tevens een Affordable Art Fair in de Timmerfabriek in Maastricht gehouden. In 2022 werd de Amsterdamse beurs voor de zestiende keer in de Kromhouthal georganiseerd.

## Kenmerken
Aan de Affordable Art Fair Amsterdam doen jaarlijks ongeveer 65 met name Nederlandse en Europese galeriehouders mee uit allerlei disciplines. Onder de aanwezige galerieën bevinden zich deelnemers aan andere beurzen zoals PAN Amsterdam en TEFAF maar ook galerieën uit binnen- en buitenland die hun collectie voor het eerst in Nederland laten zien. Tijdens de beurs wordt onder andere hedendaagse schilder- en beeldhouwkunst, fotografie, glas en keramiek getoond, uitsluitend van nog levende kunstenaars. De maximumprijs van de kunstwerken is € 7.500, het doel hiervan is kunst bereikbaar te maken voor een zo groot mogelijk publiek. Jaarlijks bezoeken ongeveer 15.000 geïnteresseerden de beurs.

## Goede doelen
De Affordable Art Fair ondersteunt goede doelen, vaak met ludieke acties. Zo konden in 2014 vrouwelijke bezoekers zich op de beurs naakt laten vastleggen door kunstschilder Selwyn Senatori in ruil voor een donatie aan de Stichting Pink Ribbon voor borstkankeronderzoek. Actrice en presentatrice Victoria Koblenko was een van de vrouwen die werd geschilderd.